# Моро (Мачерата)
Моро (итал. Morro) насеље је у Италији у округу Мачерата, региону Марке.
Према процени из 2011. у насељу је живело 59 становника. Насеље се налази на надморској висини од 560 м.